# Educard

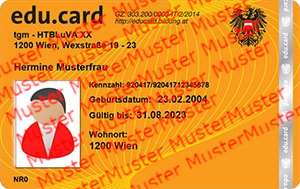
Beispiel für eine edu.card

Die edu.card ist eine österreichische Schülerkarte (umgangssprachlich Schülerausweis) im Scheckkartenformat, die 2002 eingeführt wurde und seitdem in ganz Österreich an Schulen ausgegeben wird. Gültig ist die Schülerkarte mit Chip für 4 bzw. 5 Jahre, ohne Chip für 1 Jahr.

## Einführung
Die Einführung erfolgt auf Beschluss des Schulgemeinschaftsausschusses (SGA) autonom an der Schule.
- Forciert wird die Einführung vom Bundesministerium für Bildung, Wissenschaft und Forschung, den Bildungsdirektionen der Länder, den Techniklieferanten und den lizenzierten Fotostudios.
- Schulen sind entweder wegen der Zahlfunktionen vehement für die Einführung oder aus Kostengründen passiv.
- Eher skeptisch sind in der Regel Eltern aus Datenschutzgründen und wegen der Zahlfunktionen.[1]

Die Karte ist in zwei Versionen herstellbar:
- Plastikkarte ohne Chip
- Karte mit Chip zur Nutzung von an der Schule angebotenen Leistungen (Kopierkarte, Zutritt zu Räumen, Bezahlung am Schulbuffet etc.)

## Zahlfunktion
Mit den auf der Karte enthaltenen Zahl- und Servicefunktionen können Kopierkosten, Bezahlung von Schülerbeiträgen und Zahlung eventuell am Schulbuffet. Das Abbuchen in der Schule erfolgt über ein spezielles Terminal, den edu.card-Servicepoint. Außerdem können Zahlungen über die Online-Plattform edu.shop an jedem PC mit Kartenlesegerät durchgeführt werden. Einige Schulen bieten dafür die Möglichkeit, einen Kartenleser zu leihen. Auch Guthaben für den Kopierer kann von der Karte über ein Terminal geladen werden. Damit muss den Schülern für die Bezahlung von Schikursen, Exkursionen, Ausflügen, Schulmilch usw. kein Bargeld mehr mitgegeben werden, bei Verlust der Karte ist das Geld jedoch auch verloren. Da höhere Geldbeträge sonst nur mehr per Überweisung einkassiert werden dürfen, fallen die Buchungsspesen für die Schulen weg. Eltern können jedoch durch Stecken der eigenen Bankomatkarte mit dieser in der Schule oder zuhause bezahlen. Seit Quick am 31. Juli 2017 eingestellt wurde, fällt diese entscheidende Funktion weg, eine Alternative ist nicht in Sicht.

## Weitere Funktionen
Möglich sind auch Zutritts-, Login- und Signierfunktionen. Auch der Einsatz als Freifahrtausweis durch die Verkehrsverbünde ist vorgesehen, momentan ist das aber nur im Raum Wien möglich.

## Technische Details

### Karte
Die Schülerkarte ist gelb-orange und hat einen Thermochromicstreifen, der mittels TRW-Verfahren gelöscht und wieder beschrieben werden kann. Auf diesem Streifen werden die jährlichen Aktualisierungen vorgenommen. Für Lehrer gibt es eigene Karten in Hellblau, die ohne Aufdruck des Geburtsdatums erstellt werden.
Die Erstellung (Personalisierung der zentral erzeugten Rohlinge) erfolgt durch eines der (momentan 13) zertifizierten Fotostudios, da die Geräte für Schulen zu teuer sind (mindestens 3.500 Euro). Fix gedruckt werden Foto, Schuladresse, Schülernummer, Namen und Geburtsdatum. Auch ein Schullogo kann untergebracht werden. Der dafür notwendige Austausch der Schülerdaten ist durch spezielle Datenschutzvereinbarungen geregelt. Die Wohnadresse ist nicht darunter, sie wird weder gedruckt noch gespeichert. Das Foto muss nicht den biometrischen Anforderungen des Personalausweises genügen, das Speichern biometrischer Daten ist nicht vorgesehen. Daher ist das Bild oft ident mit dem Porträt, das die Fotostudios im Zuge des Klassenfotos anfertigen.
Die Karte muss jährlich optisch (Angabe der Klasse auf dem wiederbeschreibbaren TRW-Feld) und elektronisch (am Chip) aktualisiert werden. Dieser Vorgang muss in der Schule erfolgen. Verkehrsunternehmen dürfen für ihre Fahrausweise den unteren Teil des Feldes bedrucken.

### Hard- und Software
Für die Verwendung der Karte am PC ist ein handelsüblicher Chipkartenleser notwendig. Die Kommunikation läuft über ein Clientprogramm (eduUniCard-Client.exe), das gratis bezogen werden kann. Nach dem Stecken der Karte gelangt man in der Internetoberfläche Edushop automatisch zur Anzeige der offenen und geleisteten Zahlungen. Dazu wird das aktuelle Guthaben für den Kopierer angezeigt. Nun können Zahlungen getätigt und Kopierguthaben aufgeladen werden. Für das Bezahlen ist ein Quick-Plugin notwendig, das nicht für alle Browser verfügbar ist. Während des Zahlvorganges kann die Karte gewechselt werden, sodass Eltern das Guthaben ihrer eigenen Quick-Karte verwenden können. Für bestimmte Menüpunkte ist das zusätzliche Anmelden mit Benutzername und Kennwort notwendig. Für geleistete Zahlungen am Terminal gibt es die Möglichkeit, einen Beleg wie bei einer Überweisung zu drucken.

## Kritik
Oft muss die Elternvertretung erst lange Zeit überzeugt werden.
Die Einführung der Karten erfolgt nach Entscheidung des Schulgemeinschaftsausschusses, die Einholung der Zustimmung der einzelnen Eltern erfolgt jedoch meist nicht.
Einzelne Schülerinnen oder Schüler könnten laut Gesetz im Rahmen des Grundrechtes auf Datenschutz auf die elektronische Funktionalität der edu.card verzichten, was in der Praxis jedoch kaum möglich ist, wenn die Schule die Zahlfunktionen verpflichtend verwenden will. Fast in allen Schulen werden keine alternativen Zahlungsarten angeboten.
Andererseits hat die Praxis gezeigt, dass von einigen Lehrern trotzdem parallel Bargeld kassiert wird, da sie den Aufwand für die Anmeldung ihrer Zahlungsforderungen im System scheuen.
Da bei Verlust oder Defekt der Karte das darauf gespeicherte Guthaben verloren ist, wollen manche Eltern nicht, dass ihre minderjährigen Kinder hohe Beträge für Schikurse usw., die bis jetzt z. B. einfach online überwiesen werden konnten, nur mehr per Karte bezahlen können. Als Alternative bleibt nur das persönliche Aufsuchen des Terminals in der Schule oder die Leihe eines Kartenlesers.
In jedem Fall muss vor jeder Zahlung immer ein Bankomat aufgesucht werden. Dadurch haben die Eltern erhöhten Zeitaufwand und Buchungskosten.
Nachdem zuletzt auch immer mehr Firmen die Möglichkeit zur Quick-Zahlung eingestellt haben, entfällt auch die Verwendbarkeit für Zahlungen außerhalb der Schule.
Da es für Zahlungen einen Termin gibt und es oft nur wenige Terminals in der Schule gibt, müssen sich die Schüler eventuell in den Pausen oft länger anstellen, um eine Zahlung tätigen zu können.
Durch die notwendige Kooperation mit einem der zurzeit 13 lizenzierten Fotostudios kommt es parallel zu einer Geschäftsbeziehung auch im Bereich Klassenfotos, die im gleichen Zug hergestellt werden. Gefestigt wird diese manchmal durch Sponsoring für die teuren Geräte. Kleinere Fotografen kommen dann nicht mehr zum Zug. In diesen Geschäftsbeziehungen kam es auch schon zur unerlaubten Weitergabe der Schüleradressen.